# Les Hôpitaux-Neufs
Les Hôpitaux-Neufs ist eine französische Gemeinde mit 947 Einwohnern (Stand 1. Januar 2022) im Département Doubs in der Region Bourgogne-Franche-Comté.
Während die Gemeinde früher hauptsächlich landwirtschaftlich geprägt war, liegt die Bedeutung heute hauptsächlich im Tourismus, primär durch den Wintersport des nahegelegenen Skigebietes Métabief. Es wurden zahlreiche private Ferienhäuser gebaut.
In den 2000er Jahren wurde die RN 57 von Vallorbe nach Pontarlier, die vorher durch den Ort führte, vierspurig ausgebaut, diese führt nun nördlich am Ort vorbei.
Sehenswert ist die Museumsbahn Coni’Fer, die nur in den Sommermonaten verkehrt.

## Bevölkerungsentwicklung
| Jahr                       | 1962 | 1968 | 1975 | 1982 | 1990 | 1999 | 2007 | 2016 |
| Einwohner                  | 248  | 285  | 295  | 265  | 369  | 508  | 708  | 885  |
| Quellen: Cassini und INSEE |      |      |      |      |      |      |      |      |

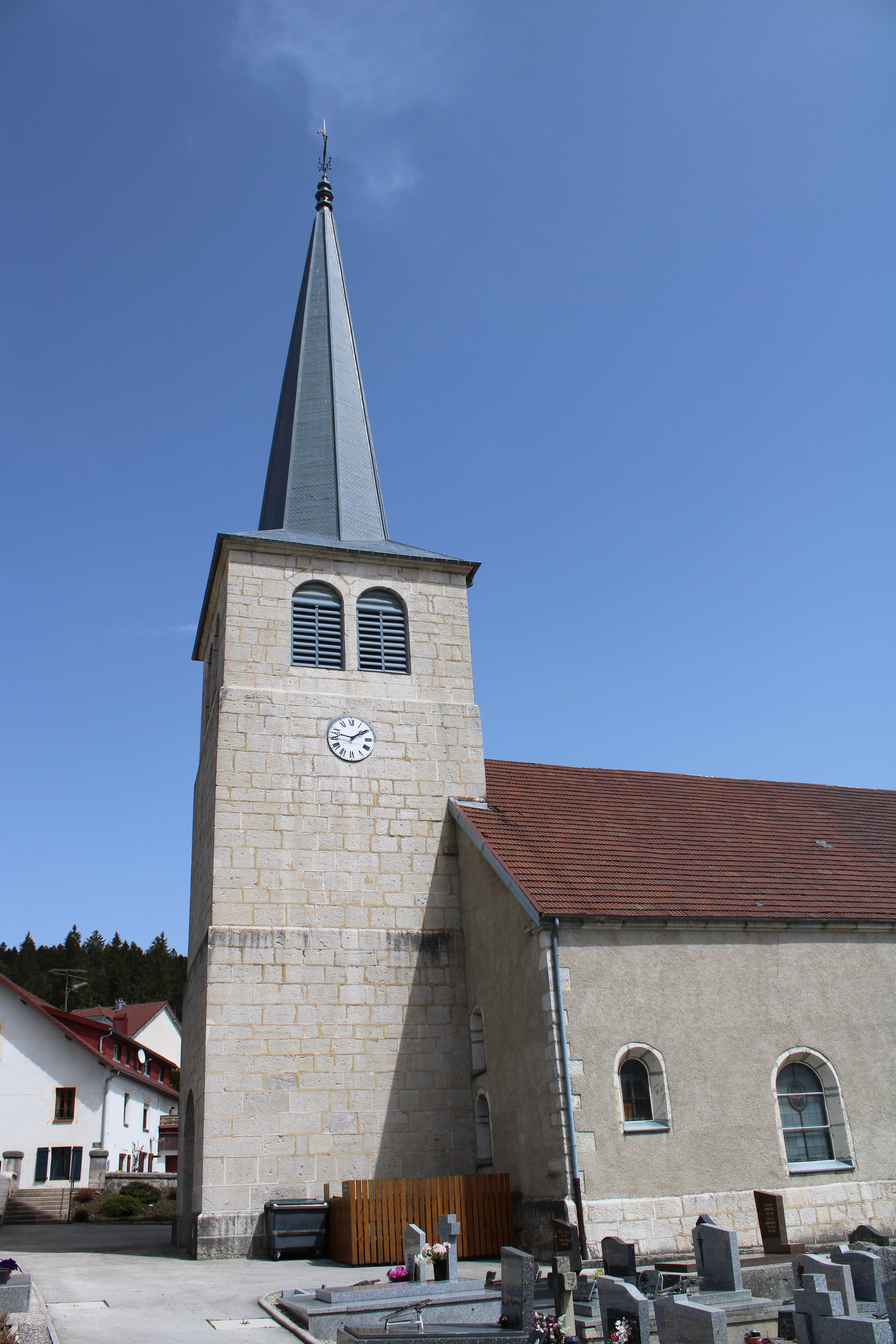
Kirche Sainte-Catherine
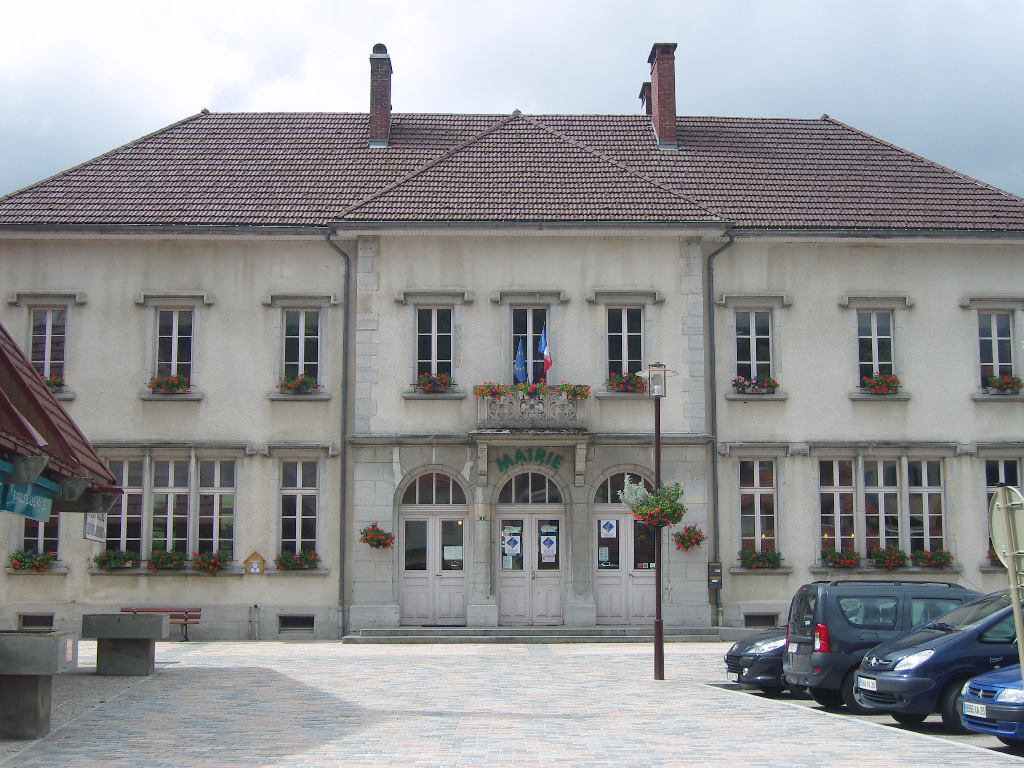
Mairie Les Hôpitaux-Neufs
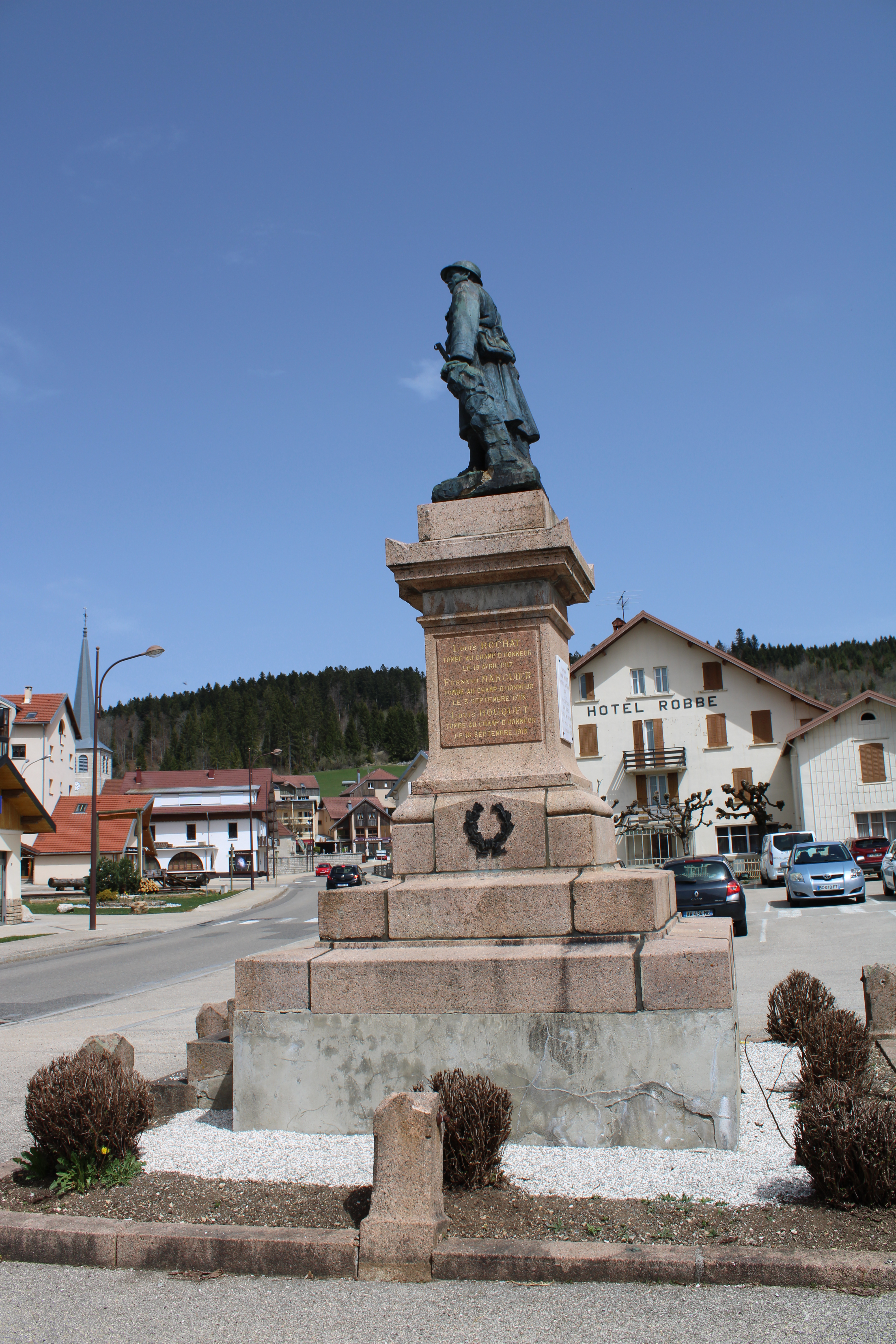
Gefallenendenkmal